# Pic Cardinal
Pour les articles homonymes, voir Cardinal.
Le pic Cardinal, en anglais Cardinal Peak, est une montagne des États-Unis située dans l'État de Washington. Avec 2 618 mètres d'altitude, elle forme le point culminant des monts Chelan, un massif de la chaîne des Cascades, et du comté de Chelan.